# Ogunquit
Ogunquit és una població dels Estats Units a l'estat de Maine (EUA). Segons el cens del 2000 tenia 1.226 habitants.

## Demografia
Segons el cens del 2000, Ogunquit tenia 1.226 habitants, 668 habitatges, i 346 famílies. La densitat de població era de 115,5 habitants/km².
Dels 668 habitatges en un 10,2% hi vivien nens de menys de 18 anys, en un 46,6% hi vivien parelles casades, en un 3,9% dones solteres, i en un 48,2% no eren unitats familiars. En el 39,7% dels habitatges hi vivien persones soles el 18,1% de les quals corresponia a persones de 65 anys o més que vivien soles. El nombre mitjà de persones vivint en cada habitatge era d'1,84 i el nombre mitjà de persones que vivien en cada família era de 2,41.
Per edats la població es repartia de la següent manera: un 10,4% tenia menys de 18 anys, un 3,5% entre 18 i 24, un 18% entre 25 i 44, un 37,1% de 45 a 60 i un 30,9% 65 anys o més.
L'edat mediana era de 55 anys. Per cada 100 dones de 18 o més anys hi havia 106 homes.
La renda mediana per habitatge era de 47.727 $ i la renda mediana per família de 56.731 $. Els homes tenien una renda mediana de 44.583 $ mentre que les dones 31.528 $. La renda per capita de la població era de 34.289 $. Entorn de l'1,2% de les famílies i el 4,2% de la població estaven per davall del llindar de pobresa.